# نیلی بزرگ
نیلی بزرگ (نام علمی: Phengaris arion) نام یک گونه از تیره پرنیان‌بالان است. این پروانه درچین، ایران، پاکستان، ژاپن، اروپا و آفریقا زندگی می‌کند.